# Överums Bruk AB
Overum Industries AB (tidigare företagsnamn: Överums Bruk AB) är ett svenskt verkstadsföretag i Överum som utvecklar, tillverkar och marknadsför produkter för jordbearbetning, sådd och spridning inom lantbruket. Företaget grundades 1655. Produktionen dominerades till en början av kanoner och kanonkulor, men i mitten av 1800-talet började plogar att produceras. 
Överums Bruk ägs sedan 1998 av danska Kongskilde A/S som 2016 köptes av CNH Industrial och sorterar under New Holland Agriculture. Antalet anställda vid Överums Bruk var år 2011 cirka 170 personer. Omsättningen uppgick till ungefär 220 miljoner kr.

## Historik

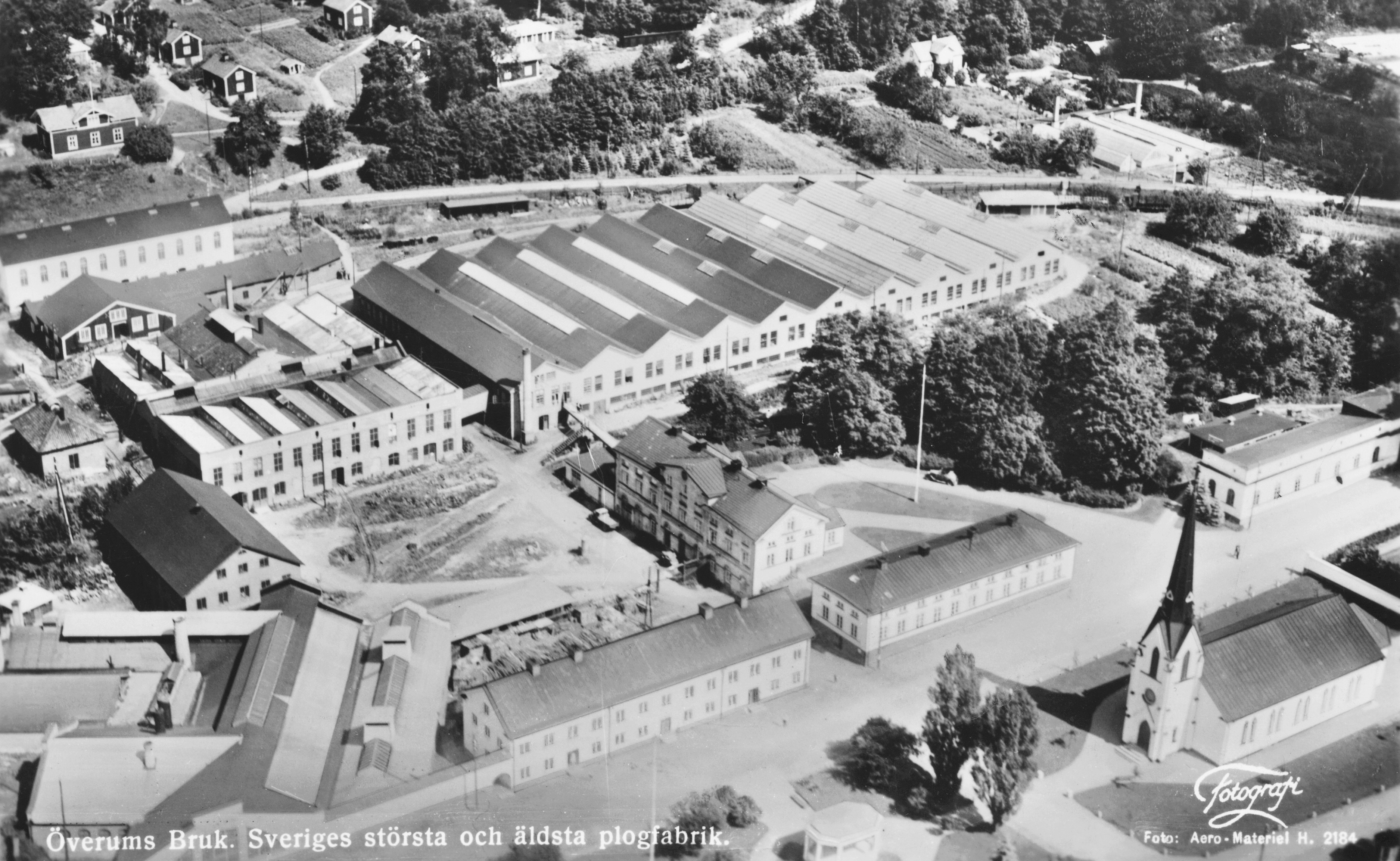
Fabriksområdet 1932

Överums Bruk, några mil norr om Västervik, grundades 1655 av valloner av Henrik De Try och Abraham De Besche. Främst var det flödet av vatten och tillgången på skog, och i viss mån järnmalm, som var de avgörande orsakerna till att bruket hamnade i Överum. Produktionen dominerades till en början av kanoner och kanonkulor, men även tackjärn och stångjärn producerades.
Efterfrågan på kanoner och kanonkulor minskade under senare delen av 1700-talet och en manufaktursmedja byggdes under ledning av den nye ägaren Carl Steen, där hästskor, spik, yxor och husgeråd började tillverkas. Kanongjutningen upphörde helt omkring sekelskiftet 1800, och verksamheten inriktades på husgeråd och byggnadssmide.
I början på 1800-talet blev släkten Adelswärd i Åtvidaberg ägare till bruket, vilket har satt sina spår i den logotyp som Överums Bruk använder än idag. Under Adelswärds era anställdes år 1850 en verkmästare vid namn C.P. Spångberg som fick en betydande roll i brukets historia. Det var nämligen Spångberg som skapade Överums första hästplog. Efter detta började Överums Bruk serietillverka hästplogar och detta pågick i 108 år fram till 1958 med 80 modellvarianter och över 500 000 tillverkade plogar.  
Efter Jan Carl Adelswärd hustrus död 1860 ägdes bruket av hans svärson greve Adolphe Stackelberg på Stensnäs herrgård. Bruket ingick i den omfattande egendomen Stensnäs. Bruket köptes därefter av engelska kapitalister, som 1882 bildade aktiebolaget Överums Bruk AB.
År 1918 köptes Överums Bruk av Svenska Tändsticks Aktiebolaget, varefter den nye disponenten Carl Sundberg tillträdde. Detta ledde till att bruket fick en nytändning och tillverkning av traktorplogar påbörjades 1928. 
År 1943 köptes Överums Bruk upp av Åtvidabergs Industrier, senare namnändrat till Facit. Året efter Facits övertagande lanserades den första hydraulburna plogen och ett decennium senare kom världens första plog med helautomatisk stenutlösning. År 1959 lanserade Överums Bruk den första traktorburna växelplogen. Försäljningen av växelplogen slog däremot inte väl ut, då marknaden inte var mogen för en så modern plog. Plogen var för tung för den tidens traktorhydraulik. 
Framgången dröjde till 1958, då S-plogen introducerades på marknaden. Detta var ett banbrytande plogsystem, där ramen utgjordes av ett profilrör, där arbetsbredden var ställbar och stenutlösningen hydraulisk.
Efter en djup ekonomisk kris för ägarföretaget Facit tog Electrolux 1972 över ägandet. Electrolux omstrukturerade Överums Bruk, och sålde det därefter 1998 till Kongskilde Industries A/S. I och med försäljningen av CNH i början av 2024 kommer Overum Industries AB att verka som ett självständigt bolag.

### Bildgalleri – byggnader

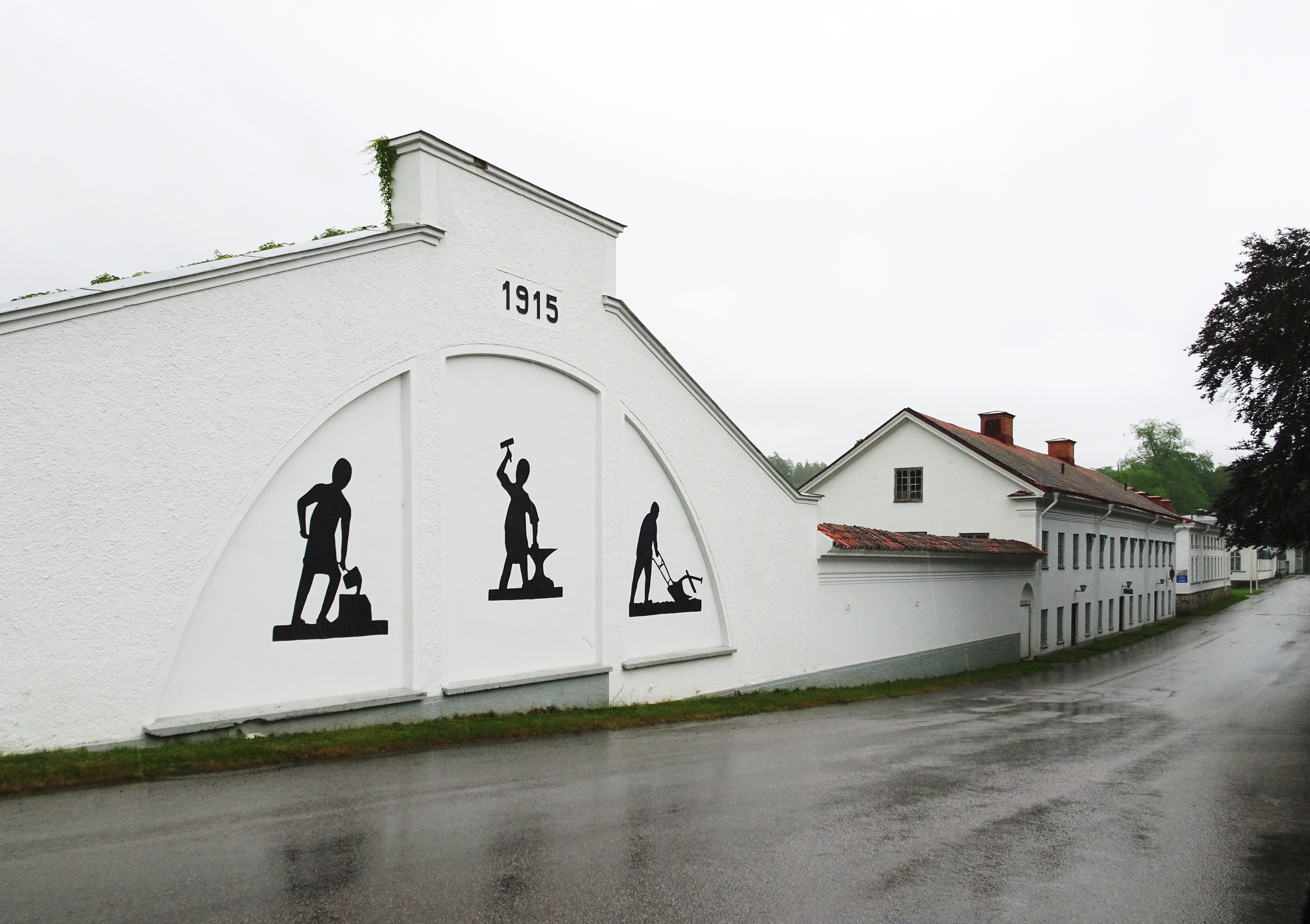
Bruksgatan österut
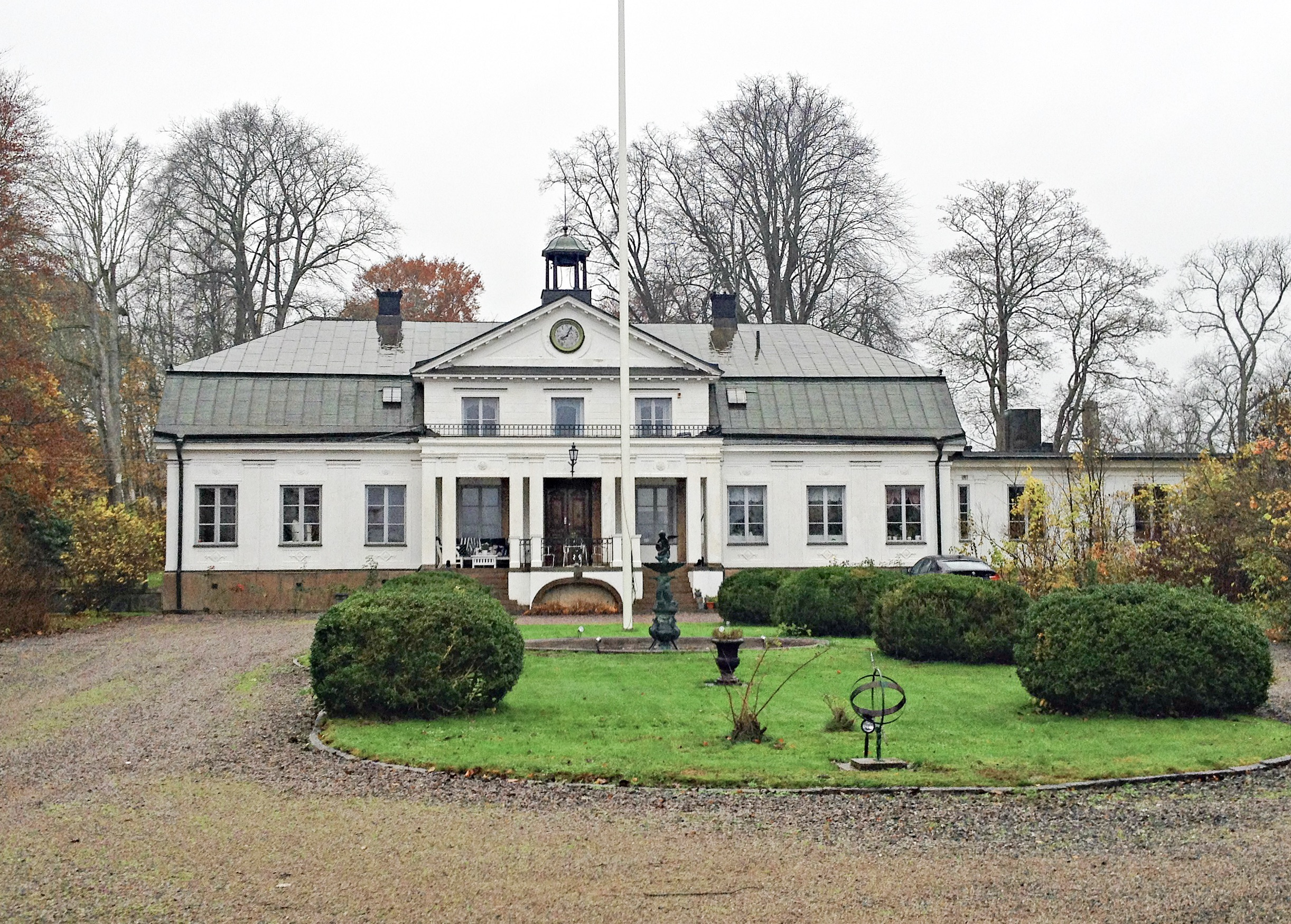
Bruksherrgården
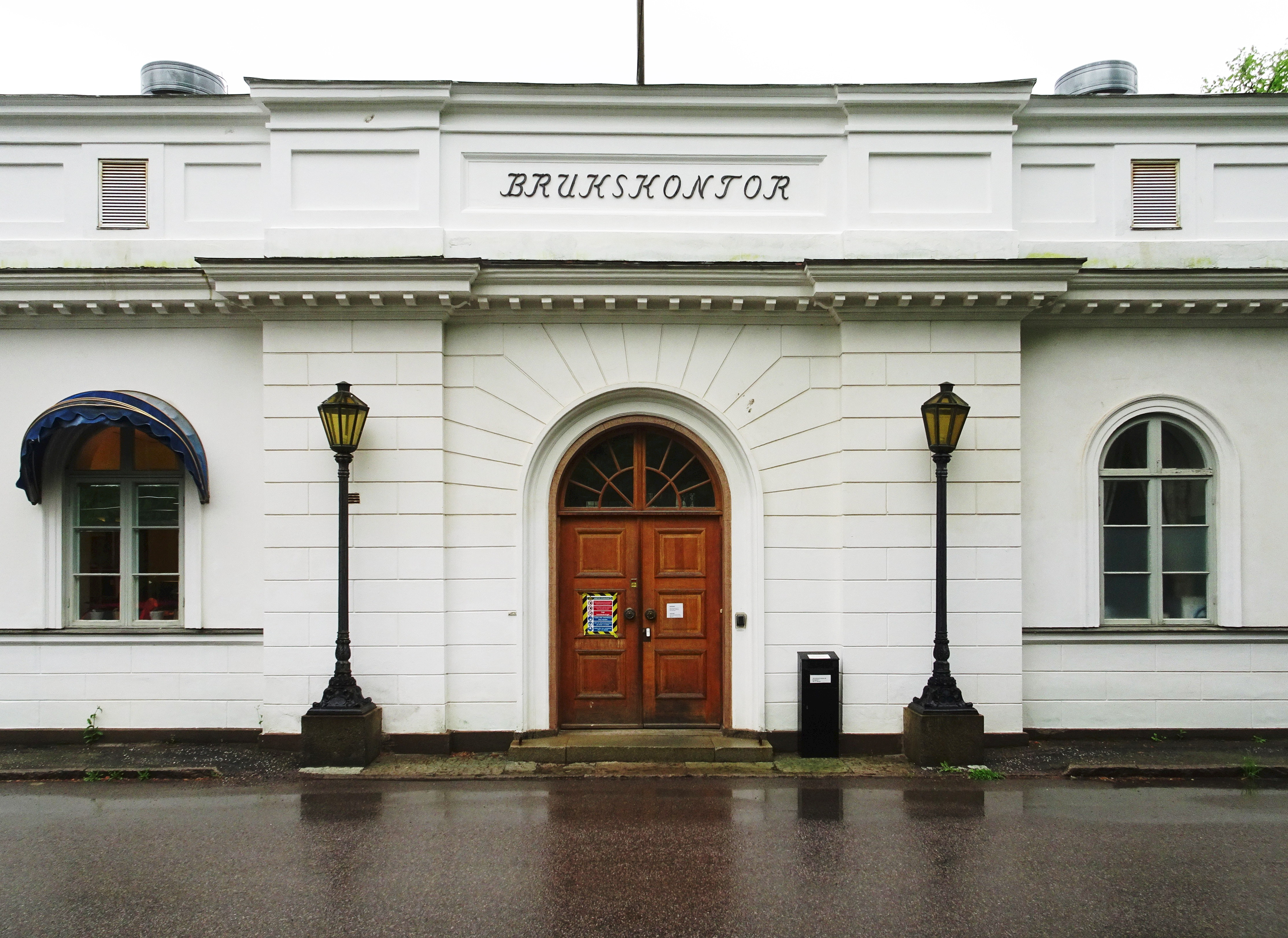
Brukskontoret
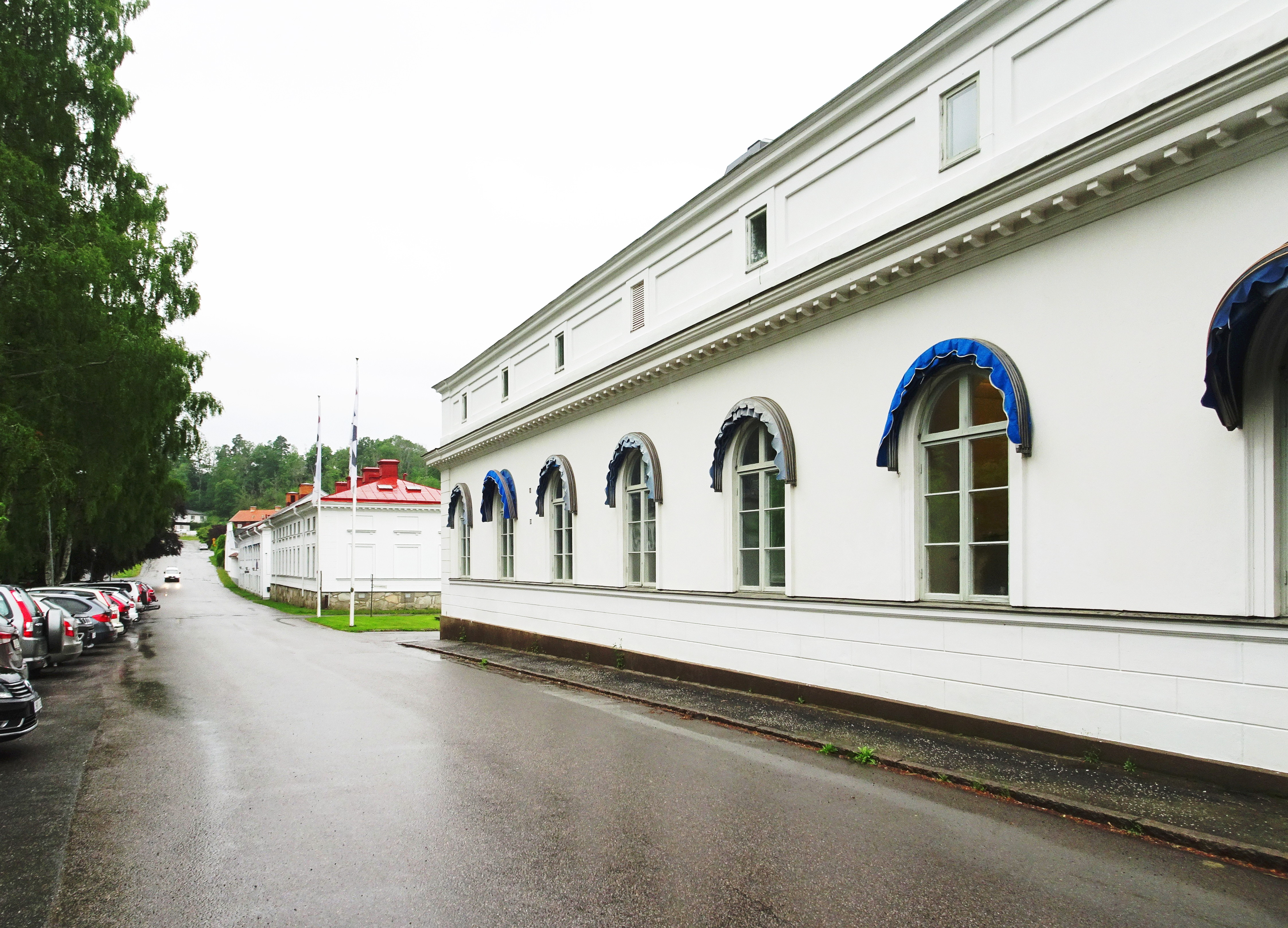
Bruksgatan västerut

## Produkter
I Överum tillverkas många av komponenterna till plogarna, såmaskinerna och rampspridaren. Produktionen sker med högteknologiska maskiner som t.ex. automatiska svetsar och multirobotar som via dataprogram kan utföra en rad olika moment i hög hastighet. Även slutmontering till färdiga produkter sker i Överum.
Överums plogar finns i många olika varianter. De vanligaste plogarna är helburna plogar som enbart lyfts av traktorns trepunktslyft. Stora helburna plogar kräver mer lyftkapacitet av traktorn. Det kan kompenseras med en delburen plog som är försedd med ett stödhjul längst bak för att avlasta traktorn. Frontplogen är ny variant som blivit vanligare i jordbruket. Den kopplas fram på traktorn och ökar kapaciteten samt utnyttjar traktorns dragförmåga mer effektivt, de används alltid i kombination med en bakmonterad plog. De allra största plogarna som tillverkas är vagnplogar. Fördelen med vagnplog är att ramen är delad och plogen håller lättare samma djup över alla skär vilket kan bli svårt med lång delburen plog, framför allt om marken är kuperad. 
Överums såmaskiner finns i olika storlekar. De är gjorda för att ha en hög kapacitet med litet dragkraftsbehov från traktorn. Combi-Jeten är en såmaskin med två behållare, en för utsäde och en för konstgödsel. Det möjliggör att både så och gödsla i en enda överfart. Wing-Jeten är en maskin för avancerad gödsling som använder GPS-system för att sprida en exakt giva gödel över hela fältet.  

### Bildgalleri – produkter

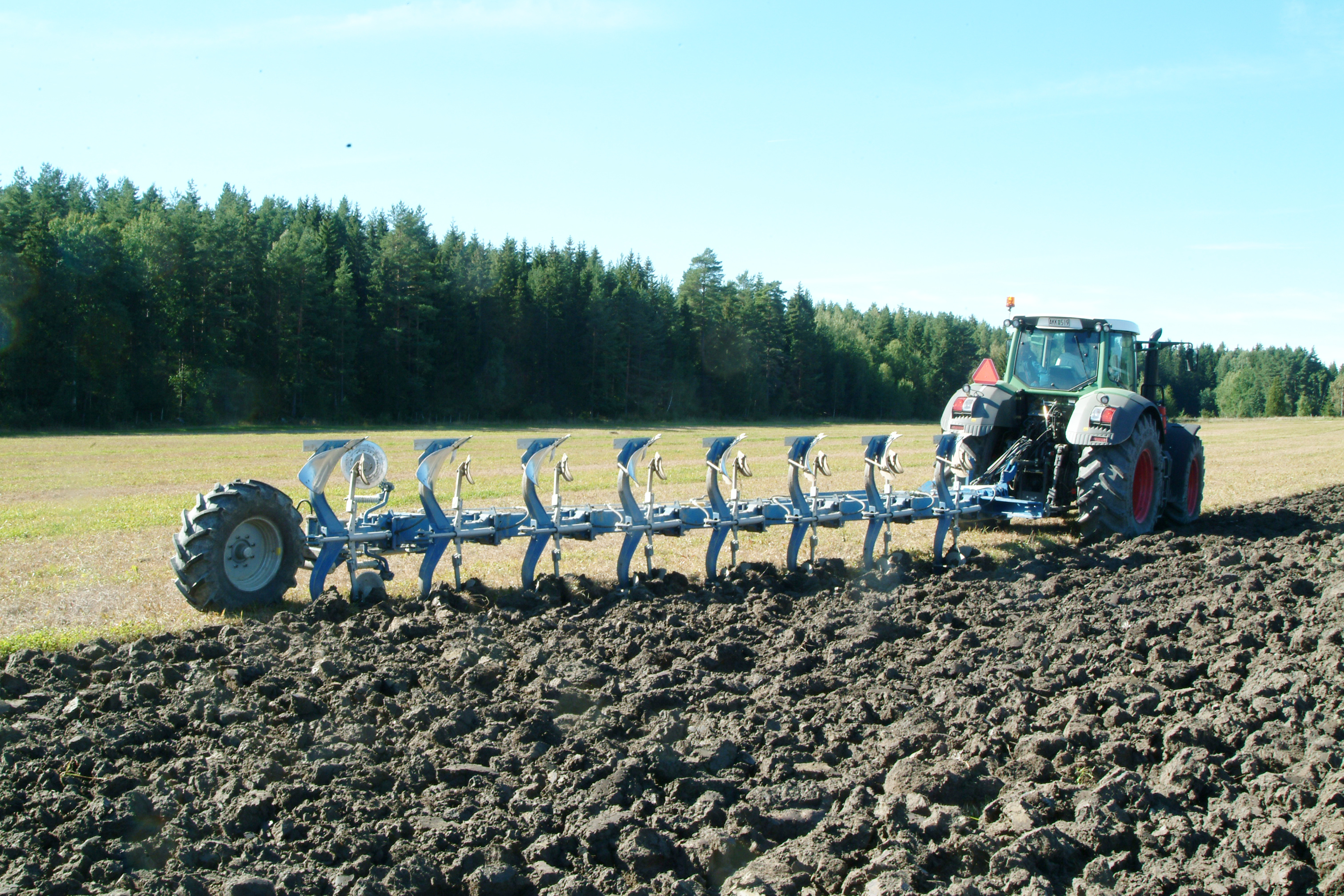
Växelplogen Vari Flex EVL
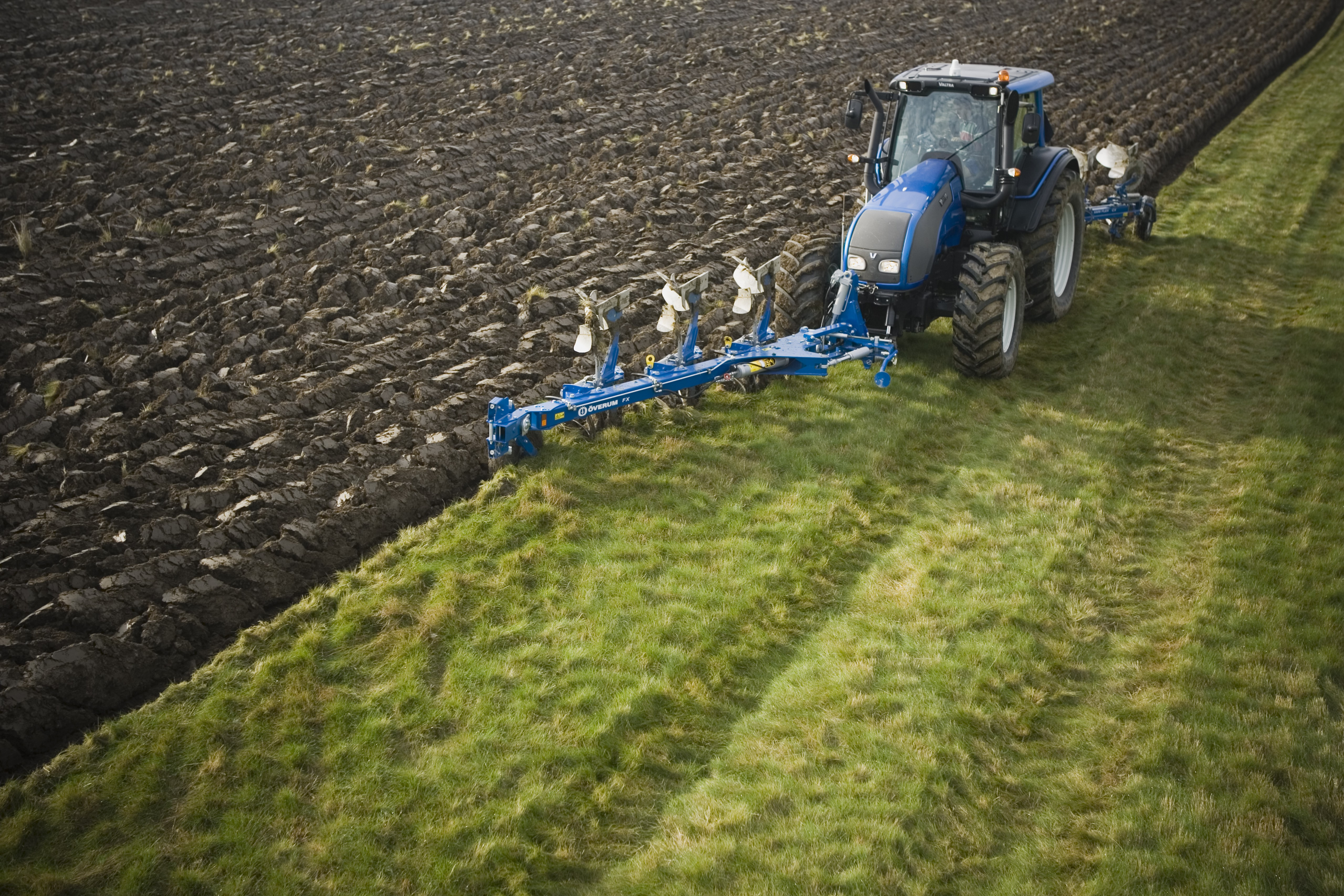
Frontplog
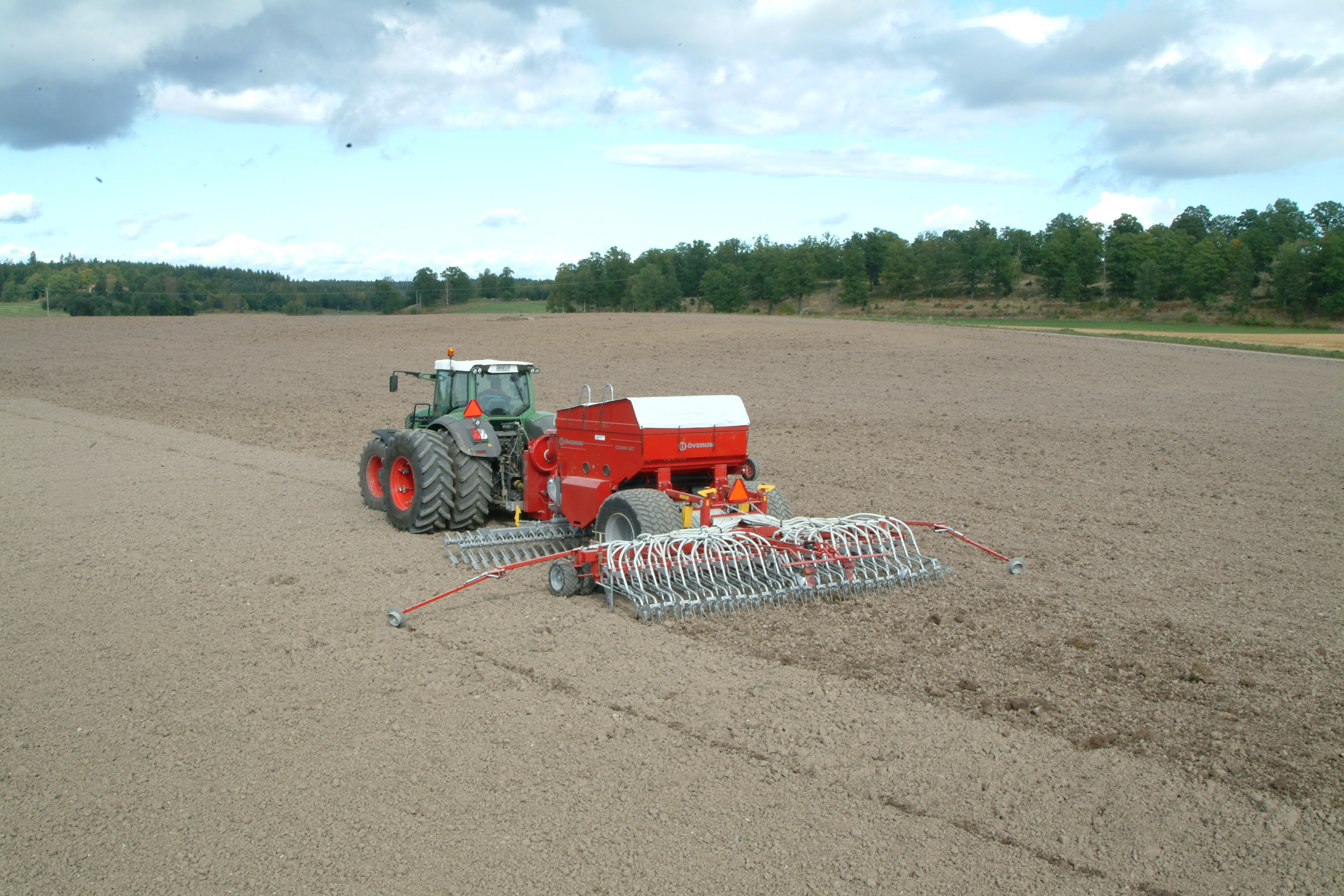
Combi-Jet, som kombinerar sådd och gödsling